# Tina Charles (basketspelare)
Tina Charles, född den 5 december 1988 i Flushing, New York, är en amerikansk basketspelare som tog OS-guld i dambasket vid olympiska sommarspelen 2012 i London, 2016 i Rio de Janeiro och 2020 i Tokyo.